# 1958年のNFL
1958年のNFLは、NFL39回目のレギュラーシーズンである。
ボルチモア・コルツがニューヨーク・ジャイアンツをNFLチャンピオンシップでオーバータイムの末、23対17で下し、シーズンを終えた。このNFLチャンピオンシップは"The Greatest Game Ever Played"として知られており、今日のアメリカにおけるプロフットボール人気に大きな影響を与える試合となった。

## ドラフト
ドラフトは、1巡目から4巡目までは、1957年12月2日に行われ、5巡目から30巡目までは1958年1月28日に行われ、30巡360名が指名された。1947年のドラフトからこの年のドラフトまで全体1位指名はロッタリー（くじ）で指名チームが決められた。

## ルール変更
この年のルール変更は行われなかった。

## 日程
各チーム12試合の対戦相手は、以下のように組まれた。
- 同カンファレンス（10試合）
- 他カンファレンス（2試合）

## 順位表
| ニューヨーク・ジャイアンツ   | 9 | 3 | 0 | .750 | 7–3   | 246 | 183 | 20.5 | 15.3 |
| クリーブランド・ブラウンズ   | 9 | 3 | 0 | .750 | 8–2   | 302 | 217 | 25.2 | 18.1 |
| ピッツバーグ・スティーラーズ | 7 | 4 | 1 | .636 | 6-3-1 | 261 | 230 | 21.8 | 19.2 |
| ワシントン・レッドスキンズ   | 4 | 7 | 1 | .364 | 3–6-1 | 214 | 268 | 17.8 | 22.3 |
| シカゴ・カージナルス         | 2 | 9 | 1 | .182 | 2-7-1 | 261 | 356 | 21.8 | 29.7 |
| フィラデルフィア・イーグルス | 2 | 9 | 1 | .182 | 2-7-1 | 235 | 306 | 19.6 | 25.5 |

| ボルチモア・コルツ       | 9 | 3  | 0 | .750 | 8-2   | 381 | 203 | 31.8 | 16.9 |
| ロサンゼルス・ラムズ     | 8 | 4  | 0 | .667 | 7-3   | 344 | 278 | 28.7 | 23.2 |
| シカゴ・ベアーズ         | 8 | 4  | 0 | .667 | 7-3   | 298 | 230 | 24.8 | 19.2 |
| サンフランシスコ・49ers  | 6 | 6  | 0 | .500 | 4-6   | 257 | 324 | 21.4 | 27.0 |
| デトロイト・ライオンズ   | 4 | 7  | 1 | .364 | 3-6-1 | 261 | 276 | 21.8 | 23.0 |
| グリーンベイ・パッカーズ | 1 | 10 | 1 | .091 | 0-9-1 | 193 | 382 | 16.1 | 31.8 |

## プレイオフ
東カンファレンスプレイオフ
- ニューヨーク・ジャイアンツ 10 - 0 クリーブランド・ブラウンズ

NFLチャンピオンシップ
- ボルチモア・コルツ 23(OT)17 ニューヨーク・ジャイアンツ